# São Sebastião (Ponta Delgada)
São Sebastião ist eine portugiesische Gemeinde (Freguesia) im Kreis (Município) von Ponta Delgada auf der Azoreninsel São Miguel. In ihr leben 4050 Einwohner (Stand 19. April 2021).